# Função de densidade de probabilidade

Diagrama de caixa e função densidade de probabilidade de uma distribuição normal N(0, σ^{2}).

Em teoria das probabilidades e estatística, a função densidade de probabilidade (FDP), ou densidade de uma variável aleatória contínua, é uma função que descreve a verossimilhança de uma variável aleatória tomar um valor dado. A probabilidade da variável aleatória cair em uma faixa particular é dada pela integral da densidade dessa variável sobre tal faixa - isto é, é dada pela área abaixo da função densidade mas acima do eixo horizontal e entre o menor e o maior valor dessa faixa. A função densidade de probabilidade é não negativa sempre, e sua integral sobre todo o espaço é igual a um. A função densidade pode ser obtida a partir da função distribuição acumulada a partir da operação de derivação (quando esta é derivável).
Se uma variável aleatória tem densidade dada por f(x), então o intervalo infinitesimal [x, x+dx] tem probabilidade f(x) dx. Formalmente, a função densidade de probabilidade (ou fdp), denotada por {\displaystyle f_{X}(x)}, de uma variável aleatória contínua X é a função que satisfaz
| Em linguagem matemática                                                                   | Em Português |
| ----------------------------------------------------------------------------------------- | --- |
| {\displaystyle P\left[a\leq X\leq b\right]=\int _{a}^{b}\,f(x)\,dx}                       | Uma variável aleatória contínua tem densidade f(x) se f é uma função não-negativa integrável à Lebesgue tal que a probabilidade no intervalo [a,b] é dada por {\displaystyle \int _{a}^{b}\,f(x)\,dx}                                                        |
| {\displaystyle F_{X}(x)=P\left[X\leq x\right]={\color {Red}\int _{-\infty }^{x}f(X)\,dX}} | A probabilidade de a variável aleatória X assumir um valor menor ou igual a um certo x é dada pela integral {\displaystyle {\color {Red}\int _{-\infty }^{x}f(X)\,dX}}. Equivale, quando à função distribuição acumulada das variáveis aleatórias discretas. |

Os termos função distribuição de probabilidade e função de probabilidade por vezes têm sido utilizados para denotar a função de densidade de probabilidade. No entanto, esse uso não é padrão entre estatísticos. Em outras fontes, função de distribuição de probabilidade pode ser utilizado quando a distribuição de probabilidade é definida como uma função sobre conjuntos de valores, ou pode referir-se a função distribuição acumulada, ou ainda pode ser uma função massa de probabilidade (FMP), em vez de densidade. Existem outras confusões da terminologia porque função densidade também tem sido usado para o que é aqui chamado de função massa de probabilidade (FMP).  Em geral, porém, a FMP é usada no contexto de variáveis aleatórias discretas (variáveis aleatórias que tenham valores de um conjunto discreto), enquanto FDP é usado no contexto de variáveis aleatórias contínuas.

## Exemplo
Suponhamos que uma espécie de bactérias normalmente vive por 4 a 6 horas. Qual é a probabilidade de que uma bactéria viva exatamente 5 horas? A resposta é de 0%. Muitas bactérias vivem por aproximadamente 5 horas, mas não há nenhuma chance de que qualquer bactéria morra em exatamente 5.000000000 horas.
Em vez disso, poderíamos perguntar: qual é a probabilidade de que a bactéria morra entre 5 horas e 5,01 horas? Vamos dizer que a resposta é de 0,02 (ou seja, 2%). A seguir: qual é a probabilidade de que a bactéria morra entre 5 horas e 5.001 horas? A resposta é provavelmente em torno de 0,002, uma vez que este é um décimo do intervalo anterior. A probabilidade de que a bactéria morre entre 5 horas e 5.0001 horas é provavelmente cerca de 0,0002, e assim por diante.
Nestes três exemplos, a relação (probabilidade de morrer durante um intervalo)/(período de duração do intervalo) é aproximadamente constante, e igual a 2 por hora (ou 2 horas-1). Por exemplo, há uma probabilidade de 0,02 de  morte no intervalo de 0,01 horas entre 5 e 5,01 horas, e (0,02 de probabilidade / 0,01 horas) = 2 horas-1. Esta quantidade de 2 horas-1 é chamada de densidade de probabilidade para a morte em cerca de 5 horas.
Portanto, em resposta à pergunta qual é a probabilidade de que a bactéria morra em 5 horas?, a resposta literalmente correta, mas inútil, é 0, mas uma melhor resposta pode ser escrita como (2 horas-1) dt. Esta é a probabilidade de que a bactéria morra dentro de uma pequena (infinitesimal) janela de tempo de cerca de 5 horas, onde dt é a duração da janela.
Por exemplo, a probabilidade de que ela viva por mais do que 5 horas, mas menos do que (5 horas + 1 nanossegundo), é (2 horas-1) x (1 nanosegundo) ≃ 6 × 10-13 (usando a conversão de unidade 3,6 × 1012 nanossegundos = 1 hora).
Existe uma função de densidade de probabilidade com f sendo f (5 horas) = 2 horas-1. A integral de f sobre qualquer janela de tempo (não apenas janelas infinitesimais, mas também grandes janelas) é a probabilidade de que a bactéria morra nessa janela.

## Diferença entre "função de probabilidade" e "função densidade de probabilidade"

Visualização geométrica da moda, mediana e média de uma função densidade de probabilidade arbitrária.

O conceito de "função densidade de probabilidade" é muito semelhante ao conceito de "função de probabilidade", que serve para o caso de variáveis aleatórias discretas. No entanto, é preciso entender bem a diferença entre eles.
Uma variável aleatória discreta tem um número definido de possíveis ocorrências. Por exemplo, a variável aleatória "resultado de um dado" tem apenas 6 possíveis ocorrências: 1,2,3,4,5 e 6. Por isso, a função de probabilidade a ela associada também só pode assumir 6 valores (1/6 cada uma, se o dado não for viciado), que necessariamente somarão 1.
Uma variável aleatória contínua, ao contrário, tem um número infinito de ocorrências. Por exemplo, a variável aleatória "idade de cada empregado de uma empresa" pode assumir infinitos valores, por exemplo 18,1 anos, 18,23 anos, 20,341 anos, 30,3167 anos etc. Por isso, se simplesmente tentarmos calcular {\displaystyle P\left(X=x\right)} como faz uma função de probabilidade para uma variável aleatória discreta, chegaremos ao seguinte:
{\displaystyle P\left(X=x\right)\leq P\left(x-\epsilon <X\leq x\right)={\color {OliveGreen}P\left(X\leq x\right)-P\left(X\leq x-\epsilon \right)},\forall \epsilon >0}
Portanto,
{\displaystyle 0\leq P\left(X=x\right)\leq } {\displaystyle \lim _{\epsilon \to 0}\left[{\color {OliveGreen}P\left(X\leq x\right)-P\left(X\leq x-\epsilon \right)}\right]=0}
Ou seja, a probabilidade de a variável aleatória contínua X assumir um determinado valor x é zero. Por isso, a "função densidade de probabilidade" não trabalha com valores pontuais, e sim com intervalos infinitesimais - ela informa a  probabilidade de a variável X assumir um valor naquele intervalo.

### Funções distribuição de probabilidade
Se uma variável aleatória {\displaystyle X:\Omega \to \mathbb {R} } definida no espaço probabilidade {\displaystyle (\Omega ,P)} é dada, podemos fazer questões como "Qual a probabilidade de que o valor de {\displaystyle X} é maior do que 2?". Isto é o mesmo que a probabilidade do evento {\displaystyle \{\omega \in \Omega :X(\omega )>2\}} que normalmente se escreve como {\displaystyle P(X>2)} por abreviação.
Registrando todas estas probabilidades de amplitudes totais da variável aleatória real X gera a distribuição de probabilidade de X. A distribuição de probabilidade "esquece" o espaço probabilidade particular usado para definir X e regista apenas as probabilidades de vários valores de X. Tal distribuição de probabilidade pode ser sempre capturada pela sua função distribuição acumulada
{\displaystyle F_{X}(x)=\operatorname {P} (X\leq x)}
e por vezes também usando a função densidade da probabilidade. Em termos da teoria da medida, nós usamos a variável aleatória X para "transpor" a medida P de Ω para uma medida dF em R.
O espaço probabilidade subjacente Ω é um instrumento técnico usado para garantir a existência de variáveis aleatórias, e por vezes para as construir. Na prática, usa-se geralmente o espaço Ω e apenas se coloca uma medida em R que consigna a medida 1 para o todo a linha real, i.e. trabalha-se com distribuições de probabilidade em vez de variáveis aleatórias.

## Distribuições univariadas absolutamente contínuas
A função densidade de probabilidade é mais comumente associado com distribuições univariadas absolutamente contínuas. Uma variável aleatória X'’ tem densidade fX, onde fX é uma função integral de Lebesgue não-negativa, se:
{\displaystyle \Pr[a\leq X\leq b]=\int _{a}^{b}f_{X}(x)\,dx.}
Portanto, se FX é a função distribuição acumulada de ‘’X, então:
{\displaystyle F_{X}(x)=\int _{-\infty }^{x}f_{X}(u)\,du,}
e (se fX é contínuo em x)
{\displaystyle f_{X}(x)={\frac {d}{dx}}F_{X}(x).}
Intuitivamente, se pode pensar em fX(x) dx como sendo a probabilidade de X cair em um intervalo infinitesimal [x, x + dx].

## Definição formal
(Essa definição pode se estender a qualquer distribuição de probabilidade usando a definição teórico-mensuravél de probabilidade.)
Uma variável aleatória X com valores em um espaço mensurável {\displaystyle ({\mathcal {X}},{\mathcal {A}})}
(normalmente Rn com conjuntos de Borel como subconjuntos mensuráveis) tem como distribuição de probabilidade a medida X∗P’’ com {\displaystyle ({\mathcal {X}},{\mathcal {A}})}: a densidade de X a respeito de uma medida de referência μ em  {\displaystyle ({\mathcal {X}},{\mathcal {A}})} é uma derivada de Radon–Nikodym:
{\displaystyle f={\frac {dX_{*}P}{d\mu }}.}
Isto é, f é qualquer função mensurável com a propriedade:
{\displaystyle \Pr[X\in A]=\int _{X^{-1}A}\,dP=\int _{A}f\,d\mu }
para qualquer conjunto mensurável {\displaystyle A\in {\mathcal {A}}}.

### Discussão
No caso univariado contínuo acima, a medida de referência é a medida de Lebesgue. A função massa de probabilidade de uma variável aleatória discreta é a densidade no que diz respeito à medida contável sobre o espaço da amostra (normalmente o conjunto de números inteiros, ou um subconjunto dos mesmos).
Note-se que não é possível definir uma densidade referindo a uma medida arbitrária (por exemplo, não se pode escolher a medida contável como uma referência para uma variável aleatória contínua). Além disso, quando ela existe, a densidade é em quase todos os lugares únicas.

## Mais detalhes
Ao contrário de uma probabilidade, uma função de densidade de probabilidade pode assumir valores maiores do que um. Por exemplo, a distribuição uniforme contínua no intervalo [0, ½] tem densidade de probabilidade f(x) = 2 para 0 ≤ x ≤ ½ e f (x) = 0 nos outros trechos.
A distribuição normal padrão tem densidade de probabilidade
{\displaystyle f(x)={\frac {1}{\sqrt {2\pi }}}\;e^{-x^{2}/2}.}
Se uma variável aleatória X é dada e sua distribuição admite uma função densidade de probabilidade f, então o valor esperado de X (se o valor esperado exista) pode ser calculado como
{\displaystyle \operatorname {E} [X]=\int _{-\infty }^{\infty }x\,f(x)\,dx.}
Nem toda distribuição de probabilidade tem uma função densidade: as distribuições de variáveis aleatórias discretas não possuem; nem a distribuição de Cantor, mesmo ela não tendo qualquer componente discreto, isto é, não atribui probabilidade positiva para qualquer ponto individual.
Uma distribuição tem uma função densidade, se e somente se a sua função distribuição acumulada F (x) é absolutamente contínua. Neste caso: F é  diferenciável em quase toda parte, e a sua derivada pode ser usada como densidade de probabilidade:
{\displaystyle {\frac {d}{dx}}F(x)=f(x).}
Se uma distribuição de probabilidade admite uma densidade, então a probabilidade de cada conjunto de um ponto {a} é zero; o mesmo vale para conjuntos finitos e contáveis.
Duas densidades de probabilidade f e g'’ representam precisamente a mesma distribuição de probabilidade se eles diferem apenas em um conjunto com medida de Lebesgue zero.
No campo da física estatística, uma reformulação não formal da relação acima entre a derivada da função distribuição acumulada e a função densidade de probabilidade é geralmente utilizada como a definição da função densidade de probabilidade. Esta definição alternativa é a seguinte:
Se dt é um número infinitamente pequeno, a probabilidade de que X está incluso no intervalo (t, t + dt) é igual a f(t) dt, ou:
{\displaystyle \Pr(t<X<t+dt)=f(t)\,dt.}

## Função densidade de probabilidade conjunta
Uma função {\displaystyle f\left(x,y\right)} de {\displaystyle \mathbb {R} ^{r}} em {\displaystyle \mathbb {R} ^{r}} é uma função densidade de probabilidade conjunta, ou fdp conjunta do vetor aleatório bivariado contínuo (X,Y) se, para cada conjunto {\displaystyle A\subset \mathbb {R} ^{r}},
{\displaystyle P\left[\left(X,Y\right)\in A\right]=\iint \limits _{A}f\left(x,y\right)dxdy}
Uma FDP conjunta é utilizada exatamente como uma univariada, exceto que agora as integrais são duplas nos conjuntos do plano.

## Ligação entre distribuições discretas e contínuas
É possível representar certas variáveis aleatórias discretas, bem como variáveis aleatórias que envolvem tanto uma parte contínua e uma parte discreta com uma função densidade de probabilidade generalizada, usando a função delta de Dirac. Por exemplo, considere uma variável aleatória discreta binária tendo uma distribuição de Rademacher – isto é, assumindo valores −1 ou 1, com probabilidade ½ cada. A densidade de probabilidade associada com esta variável é:
{\displaystyle f(t)={\frac {1}{2}}(\delta (t+1)+\delta (t-1)).}
De modo mais geral, se uma variável discreta pode tomar n valores diferentes entre os números reais, então a função densidade de probabilidade associada é:
{\displaystyle f(t)=\sum _{i=1}^{n}p_{i}\,\delta (t-x_{i}),}
onde x1, …, xn são os valores discretos acessíveis para a variável e p1, …, pn são as probabilidades associadas com estes valores.
Isso unifica substancialmente o tratamento de distribuições de probabilidade discretas e contínuas. Por exemplo, a expressão acima permite determinar características estatísticas de uma variável discreta (tais como a sua média e variância), a partir das fórmulas dadas para uma distribuição contínua da probabilidade.

## Famílias de densidades
É comum para funções densidade de probabilidade (e funções massa de probabilidade) serem parametrizadas, isto é, serem caracterizadas por parâmetros não especificados. Por exemplo, a distribuição normal é parametrizada em termos da média e da variância, denotada por {\displaystyle \mu } e {\displaystyle \sigma ^{2}} respectivamente, dando à família de densidades
{\displaystyle f(x;\mu ,\sigma ^{2})={\frac {1}{\sigma {\sqrt {2\pi }}}}e^{-{\frac {1}{2}}\left({\frac {x-\mu }{\sigma }}\right)^{2}}.}
É importante ter em mente a diferença entre o domínio de uma família de densidades e os parâmetros da família. Diferentes valores dos parâmetros descrevem diferentes distribuições de diferentes variáveis aleatórias no mesmo espaço de amostra (o mesmo conjunto de todos os valores possíveis da variável); este espaço de amostra é o domínio da família de variáveis aleatórias que esta família de distribuições descreve. Um determinado conjunto de parâmetros descreve uma única distribuição dentro da família compartilhando a forma funcional da densidade. Do ponto de vista de uma dada distribuição, os parâmetros são constantes e termos de uma função densidade que contêm apenas os parâmetros, mas não variáveis, são partes do fator de normalização de uma distribuição (o fator multiplicativo que garante que a área sob a densidade - a probabilidade de algo no domínio ocorrer - é igual a 1). Este fator de normalização é fora do kernel da distribuição.
Uma vez que os parâmetros são constantes, re parametrizar uma densidade em termos de diferentes parâmetros, para se obter uma caracterização de uma variável aleatória diferente na família, significa simplesmente substituir os novos valores de parâmetros para a fórmula em lugar dos antigos. Alterar o domínio de uma densidade de probabilidade, no entanto, é mais complicado e exige mais trabalho: consulte a seção abaixo sobre a mudança de variáveis.

## Densidades associadas com múltiplas variáveis
Para variáveis aleatórias contínuas X1, …, Xn também é possível definir uma função densidade de probabilidade associada ao conjunto como um todo, muitas vezes chamada de função densidade de probabilidade conjunta. Essa função densidade é definida como uma função das n variáveis, de tal modo que, para todo o domínio D no espaço n-dimensional de valores de variáveis X1, …, Xn, a probabilidade de que uma realização das variáveis definidas caia dentro do domínio D é de
{\displaystyle \Pr \left(X_{1},\cdots ,X_{N}\in D\right)=\int _{D}f_{X_{1},\cdots ,X_{N}}(x_{1},\cdots ,x_{N})\,dx_{1}\cdots dx_{N}.}
SeF(x1, …, xn) = Pr(X1 ≤ x1, …, Xn ≤ xn) é a função distribuição acumulada do vetor (X1, …, Xn), então a função densidade de probabilidade conjunta pode ser computada como uma derivada parcial
{\displaystyle f(x)={\frac {\partial ^{n}F}{\partial x_{1}\cdots \partial x_{n}}}{\bigg |}_{x}}

### Densidades marginais
Para i=1, 2, …,n, seja fXi(xi) a função  densidade de probabilidade associada com a variável Xi somente. Esta é a chamada função de densidade de "marginal", e pode ser deduzida a partir da densidade da probabilidade associadas com as variáveis aleatórias X1, …, Xn integrando todos os valores das outras n − 1 variáveis:
{\displaystyle f_{X_{i}}(x_{i})=\int f(x_{1},\cdots ,x_{n})\,dx_{1}\cdots dx_{i-1}\,dx_{i+1}\cdots dx_{n}.}

### Independência
Variáveis aleatórias contínuas X1, …, Xn admitindo uma densidade conjunta são todas independentes entre si se e somente se
{\displaystyle f_{X_{1},\cdots ,X_{n}}(x_{1},\cdots ,x_{n})=f_{X_{1}}(x_{1})\cdots f_{X_{n}}(x_{n}).}

### Corolário
Se a função densidade de probabilidade conjunta de um vetor de n variáveis aleatórias pode ser fatorada em um produto de n funções de uma variável
{\displaystyle f_{X_{1},\cdots ,X_{n}}(x_{1},\cdots ,x_{n})=f_{1}(x_{1})\cdots f_{n}(x_{n}),}
(onde cada fi não é necessariamente uma densidade) então as n variáveis no conjunto são independentes entre si, e a função densidade de probabilidade marginal de cada uma delas é dada por
{\displaystyle f_{X_{i}}(x_{i})={\frac {f_{i}(x_{i})}{\int f_{i}(x)\,dx}}.}

### Exemplo
Este exemplo ilustra a definição acima de funções densidade de probabilidade multidimensionais no caso mais simples de uma função de um conjunto de duas variáveis. Chamemos de {\displaystyle {\vec {R}}} um vetor aleatório de 2 dimensões com coordenadas (X, Y): a probabilidade de obter {\displaystyle {\vec {R}}} no quadrante do plano com x e y positivos é
{\displaystyle \Pr \left(X>0,Y>0\right)=\int _{0}^{\infty }\int _{0}^{\infty }f_{X,Y}(x,y)\,dx\,dy.}

## Variáveis dependentes e mudança de variáveis
Se a função densidade de probabilidade de uma variável aleatória X é dada como fX(x), é possível (mas muitas vezes não necessário; ver abaixo) calcular a função densidade de probabilidade de uma variável Y = g(X). Isto é também chamado de "mudança de variável" e, na prática, é utilizado para gerar uma variável aleatória de forma arbitrária fg(X) = fY usando um gerador de números aleatórios conhecido (por exemplo uniforme).
Se a função g é monotônica, então a função densidade resultante é
{\displaystyle f_{Y}(y)=\left|{\frac {d}{dy}}(g^{-1}(y))\right|\cdot f_{X}(g^{-1}(y)).}
Aqui g−1 denota a função inversa.
Esta situação resulta do fato de que a probabilidade contida numa zona diferencial deve ser invariante sob mudança de variáveis. Isto é,
{\displaystyle \left|f_{Y}(y)\,dy\right|=\left|f_{X}(x)\,dx\right|,}
ou
{\displaystyle f_{Y}(y)=\left|{\frac {dx}{dy}}\right|f_{X}(x)=\left|{\frac {d}{dy}}(x)\right|f_{X}(x)=\left|{\frac {d}{dy}}(g^{-1}(y))\right|f_{X}(g^{-1}(y))={\frac {f_{X}(g^{-1}(y))}{|g'(g^{-1}(y))|}}.}
Para funções que não são monotônicas, a função de densidade de probabilidade para y é
{\displaystyle \sum _{k=1}^{n(y)}\left|{\frac {d}{dy}}g_{k}^{-1}(y)\right|\cdot f_{X}(g_{k}^{-1}(y))}
onde n(y) é o número de soluções em x para a equação g(x) = y, e g−1k(y) são a solução.
Pode-se pensar que, para encontrar o valor esperado E(g(X)) é preciso primeiro encontrar a densidade de probabilidade fg(X) da nova variável aleatória Y = g(X). No entanto, ao invés de computar
{\displaystyle \operatorname {E} (g(X))=\int _{-\infty }^{\infty }yf_{g(X)}(y)\,dy,}
pode-se encontrar, em vez disso,
{\displaystyle \operatorname {E} (g(X))=\int _{-\infty }^{\infty }g(x)f_{X}(x)\,dx.}
Os valores das duas integrais são os mesmos em todos os casos em que ambos X e g(X) possuem função densidade de probabilidade. Não é necessário que g seja uma função injetora. Em alguns casos, a última integral é calculada mais facilmente do que a anterior.

### Variáveis múltiplas
A formula acima pode ser generalizada para variáveis (que chamaremos de y) dependendo de mais de uma outra variável. f(x1, …, xn) denota a função densidade de probabilidade das variáveis que y depende, e a dependência é y = g(x1, …, xn). Então, a função densidade resultante é
{\displaystyle \int \limits _{y=g(x_{1},\cdots ,x_{n})}{\frac {f(x_{1},\cdots ,x_{n})}{\sqrt {\sum _{j=1}^{n}{\frac {\partial g}{\partial x_{j}}}(x_{1},\cdots ,x_{n})^{2}}}}\;dV}
onde a integral está sobre toda a solução (n-1)-dimensional da equação subscrita e o dV “simbólico deve ser substituída por uma parametrização desta solução para um cálculo particular; as variáveis x1, …, xn são, então, de funções decorrer desta parametrização.
Isso deriva da seguinte representação, talvez uma representação mais intuitiva: Supondo que x é uma variável aleatória n-dimensional com densidade conjunta f. Se y = H(x), onde H é uma função bijetiva, diferenciável, então y tem densidade g:
{\displaystyle g(\mathbf {y} )=f(\mathbf {x} )\left\vert \det \left({\frac {\mathrm {d} \mathbf {x} }{\mathrm {d} \mathbf {y} }}\right)\right\vert }
com o diferencial considerado como a Jacobiana da inversa de H, avaliada em y.
Usando a função de delta (e assumindo-se independência) o mesmo resultado é formulada como se segue
Se a função densidade de probabilidade de variáveis aleatórias independentes Xi, i = 1, 2, …n são dadas como fXi(xi), é possível calcular a função densidade de probabilidade de alguma variável Y = G(X1, X2, …Xn). A fórmula seguinte estabelece uma ligação entre a função densidade de probabilidade Y denotada por fY(y) e fXi(xi) usando a função delta de Dirac:
{\displaystyle f_{Y}(y)=\int _{-\infty }^{\infty }\int _{-\infty }^{\infty }\cdots \int _{-\infty }^{\infty }f_{X_{1}}(x_{1})f_{X_{2}}(x_{2})\cdots f_{X_{n}}(x_{n})\delta (y-G(x_{1},x_{2},\cdots ,x_{n}))\,dx_{1}\,dx_{2}\,\cdots dx_{n}}

## Soma das variáveis aleatórias independentes
A função densidade de probabilidade da soma de duas variáveis aleatórias independentes U e V, cada uma das quais tem uma função densidade de probabilidade, é a convolução das suas funções de densidade separadas:
{\displaystyle f_{U+V}(x)=\int _{-\infty }^{\infty }f_{U}(y)f_{V}(x-y)\,dy=\left(f_{U}*f_{V}\right)(x)}
É possível generalizar a relação anterior a uma soma de n variáveis aleatórias independentes, com densidades U1, …, UN:
{\displaystyle f_{U_{1}+\cdots +U_{N}}(x)=\left(f_{U_{1}}*\cdots *f_{U_{N}}\right)(x)}
Isto pode ser derivado de uma mudança de duas vias de variáveis envolvendo Y=U+V e Z=V de modo semelhante ao exemplo abaixo para o quociente de variáveis aleatórias independentes.

## Produtos e quocientes de variáveis aleatórias independentes
Dadas duas variáveis aleatórias independentes U e V, ambas com função densidade de probabilidade, a densidade do produto Y=UV e o quociente Y=U/V pode ser calculado por uma mudança de variáveis.

### Exemplo: distribuição de quociente
Para calcular o quociente Y=U/V  de duas variáveis aleatórias independentes U e V, define as seguintes transformações:
{\displaystyle Y=U/V}
{\displaystyle Z=V}
Então, a densidade conjunta p(Y,Z) pode ser calculada por uma mudança de variáveis de U,V para Y,Z, e Y pode ser derivado marginalizando Z da densidade conjunta.
A transformação inversa é
{\displaystyle U=YZ}
{\displaystyle V=Z}
A matriz Jacobiana {\displaystyle J(U,V|Y,Z)} dessa transformação é
{\displaystyle {\begin{vmatrix}{\frac {\partial U}{\partial Y}}&{\frac {\partial U}{\partial Z}}\\{\frac {\partial V}{\partial Y}}&{\frac {\partial V}{\partial Z}}\\\end{vmatrix}}={\begin{vmatrix}Z&Y\\0&1\\\end{vmatrix}}=|Z|.}
Assim:
{\displaystyle p(Y,Z)=p(U,V)\,J(U,V|Y,Z)=p(U)\,p(V)\,J(U,V|Y,Z)=p_{U}(YZ)\,p_{V}(Z)\,|Z|.}
E a distribuição de Y pode ser calculada marginalizando Z:
{\displaystyle p(Y)=\int _{-\infty }^{\infty }p_{U}(YZ)\,p_{V}(Z)\,|Z|\,dZ}
Note que este método exige que a transformação de U,V para Y,Z seja bijetiva. A transformação indicada satisfaz isso porque Z pode ser mapeado diretamente para V, e para um dado V, o quociente U/V é monotônico.  Isso é similar para o caso da soma U+V, da diferença U-V e do produto UV.
O mesmo método pode ser usado para calcular a distribuição de outras funções de múltiplas variáveis aleatórias independentes.

### Exemplo: Quociente de duas distribuições normais padrão
Dadas duas variáveis normais padrão U e V, o quociente pode ser calculado como se segue. Primeiro, as variáveis tem as seguintes funções densidade:
{\displaystyle p(U)={\frac {1}{\sqrt {2\pi }}}e^{-{\frac {U^{2}}{2}}}}
{\displaystyle p(V)={\frac {1}{\sqrt {2\pi }}}e^{-{\frac {V^{2}}{2}}}}
Transformando como descrito acima:
{\displaystyle Y=U/V}
{\displaystyle Z=V}
O que leva a:
{\displaystyle {\begin{aligned}p(Y)&=\int _{-\infty }^{\infty }p_{U}(YZ)\,p_{V}(Z)\,|Z|\,dZ\\&=\int _{-\infty }^{\infty }{\frac {1}{\sqrt {2\pi }}}e^{-{\frac {1}{2}}Y^{2}Z^{2}}{\frac {1}{\sqrt {2\pi }}}e^{-{\frac {1}{2}}Z^{2}}|Z|\,dZ\\&=\int _{-\infty }^{\infty }{\frac {1}{2\pi }}e^{-{\frac {1}{2}}(Y^{2}+1)Z^{2}}|Z|\,dZ\\&=2\int _{0}^{\infty }{\frac {1}{2\pi }}e^{-{\frac {1}{2}}(Y^{2}+1)Z^{2}}Z\,dZ\\&=\int _{0}^{\infty }{\frac {1}{\pi }}e^{-(Y^{2}+1)u}\,du&&u={\tfrac {1}{2}}Z^{2}\\&=\left.-{\frac {1}{\pi (Y^{2}+1)}}e^{-(Y^{2}+1)u}\right]_{u=0}^{\infty }\\&={\frac {1}{\pi (Y^{2}+1)}}\end{aligned}}}
Esta é uma distribuição de Cauchy padrão.